# Josef Velc
Josef Velc (1905 – 1975) byl český hudebník. 
Od mládí se věnoval hudbě a během vojenské služby působil v posádkové hudbě ve Frýdku-Místku. Po návratu do civilního života hrál v opeře Východoslovenského národního divadla v Košicích, ale nakonec se vrátil do rodného Buštěhradu, kde se aktivně zapojil do hudebního života.
Velc byl nejen hudebníkem, ale také učitelem hudby. V roce 1939 spoluzaložil hudební školu v Buštěhradě, kde vyučoval několik hudebních nástrojů. Navzdory finančním obtížím pokračoval ve výuce i během německé okupace, kdy byla škola zabrána armádou a výuka se přesunula do jeho soukromého bytu.
V poválečném období ho postihla těžká nemoc, která ho donutila k předčasnému odchodu do důchodu. Zemřel v roce 1957 ve věku 51 let.